# 獅山北站
狮山北站是广肇城际铁路的高架车站，位于中国广东省佛山市南海区狮山镇，于2016年3月30日开通。

## 车站结构
本站为高架二层侧式车站，一层为站厅层、二层为站台层。

### 车站楼层
| 地上二层 | 侧式站台 | 侧式站台                          | 侧式站台 | 侧式站台 |
|          | 2站台    | 广肇城际 番禺方向（下站：狮山）   |          |          |
|          | 1站台    | 广肇城际 肇庆方向（下站：三水北） |          |          |
|          | 侧式站台 |                                   |          |          |
| 地面     | 站厅     | 售票处、候车区、进站口、出站口    |          |          |

### 出入口
本站设有两个出入口，其中车站启用初期开放B口。
|                                 |                |      |          |                             |
| 编号                            | 设施           | 照片 | 出口指示 | 建议前往的目的地            |
| B                               | 无障碍通道标志 |      | 桃园西路 | 桃园西路 公交：轻轨狮山北站 |
| 註： 設有 \| 設有 \| 設於同一層 |                |      |          |                             |

## 历史
本站起初被称作狮山工业园站。规划初期一度仅为预留站，后落实同其他车站一同兴建:32。2015年，本站定名狮山北站。
2016年3月30日，本站随广佛肇城际开通而启用。

## 接駁交通
| 公交 \| 编号 \| 编号 \| 线路 \| 线路 \| 线路 \| 收费 \| 运营商 \| 备注 \| \| ---- \| ------ \| ---------------- \| ---- \| -------- \| ---- \| -------- \| ------------------ \| \| \| 南高05 \| 红沙生活区枢纽站 \| ⇆ \| 佛山西站 \| 2元 \| 佛广高新 \| 部分班次绕经白藤村 \| |        |                  |      |          |      |          |                    |
| 编号 | 编号   | 线路             | 线路 | 线路     | 收费 | 运营商   | 备注               |
| | 南高05 | 红沙生活区枢纽站 | ⇆    | 佛山西站 | 2元  | 佛广高新 | 部分班次绕经白藤村 |